# مسعود عبد الحفيظ
مسعود عبد الحفيظ هو فريق أول ليبي برز خلال فترة حكومة معمر القذافي. شغل مسعود عدة مناصب في الحكومة بعد انقلاب معمر القذافي عام 1969 بما في ذلك منصب قائد الأمن العسكري، وحاكم جنوب ليبيا، كما شغل منصب رئيس الأمن في عددٍ من المدن الكبرى. يُعدّ مسعود شخصية رئيسية في ليبيا خاصة في ظل عمله على تطبيع العلاقات مع دول الجوار وعلى رأسها تشاد والسودان. كان مسعود عبد الحفيظ أحد كبار قادة الجيش الليبي خلال الصراع التشادي الليبي،

## الحرب الأهلية الليبية
نشرَ مجلس الأمن التابع للأمم المتحدة مسودة قرار سمّى فيها 23 مسؤولا ليبيًا كبيرًا في نظام معمر القذافي للعقاب من خلال حظر السفر وتجميد الأصول المالية؛ ورد اسم مسعود عبد الحفيظ في هذه المسودة. بعد انشقاق عبد الفتاح يونس عن نظام القذافي؛ تمّ تعيين عبد الحفيظ في منصب وزير الداخلية، كما عَمِلَ على قيادة القوات الموالية للقذافي في مدينة سبها خلال معركة طريق سبها وكذلك خلال حرب الصحراء الليبية 2011. انتشرت شائعات في وقت لاحق تٌفيد بأن مسعود عبد الحفيظ قد فرّ إلى مصر إلى جانب وزير الداخلية نصر مبروك عبد الله.